# Hoboken (Nueva Jersey)
Hoboken es una ciudad ubicada en el condado de Hudson en el estado estadounidense de Nueva Jersey. En el año 2020 tenía una población de 60 419 habitantes y una densidad poblacional de 9805 personas por km². Hoboken tiene la cuarta densidad de población más alta de los Estados Unidos, más alta incluso que la de Nueva York. Hoboken es parte del área metropolitana de Nueva York y en ella se encuentra la Terminal Hoboken, un importante centro de transporte para la región.
Hoboken se estableció por primera vez como parte de la colonia Pavonia, New Netherland (Nueva Holanda) en el siglo XVII. Durante el inicio del siglo XIX, la ciudad fue desarrollada por el coronel John Stevens, primero como un complejo turístico y más adelante como zona residencial. Hoboken se convirtió en un municipio en 1849 y fue incorporada como ciudad en 1855. Hoboken está acreditada como el lugar donde se jugó el primer partido de béisbol, y es allí donde se encuentra el Instituto Stevens de Tecnología, una de las universidades tecnológicas más antiguas en los Estados Unidos.
Situada en la zona de los muelles del Río Hudson, la ciudad era una parte integral del Puerto de Nueva York y Nueva Jersey y sede de importantes industrias durante la mayor parte del siglo XX. También es bien conocida por ser el lugar de nacimiento del cantante estadounidense Frank Sinatra, uno de los artistas musicales más populares e influyentes del siglo XX. Por ello, numerosos parques y calles de la ciudad fueron bautizados en su honor. El carácter de la ciudad ha cambiado y ha pasado de ser una ciudad de clase obrera a una de tiendas y barrios residenciales de clase social alta.
El 29 de octubre de 2012, Hoboken quedó devastada por una gran tormenta y por los fuertes vientos asociados con el Huracán Sandy, dejando 1700 casas inundadas y provocando daños por valor de 100 millones de dólares. Incluso se dijo que "llenó Hoboken como una bañera".

## Demografía

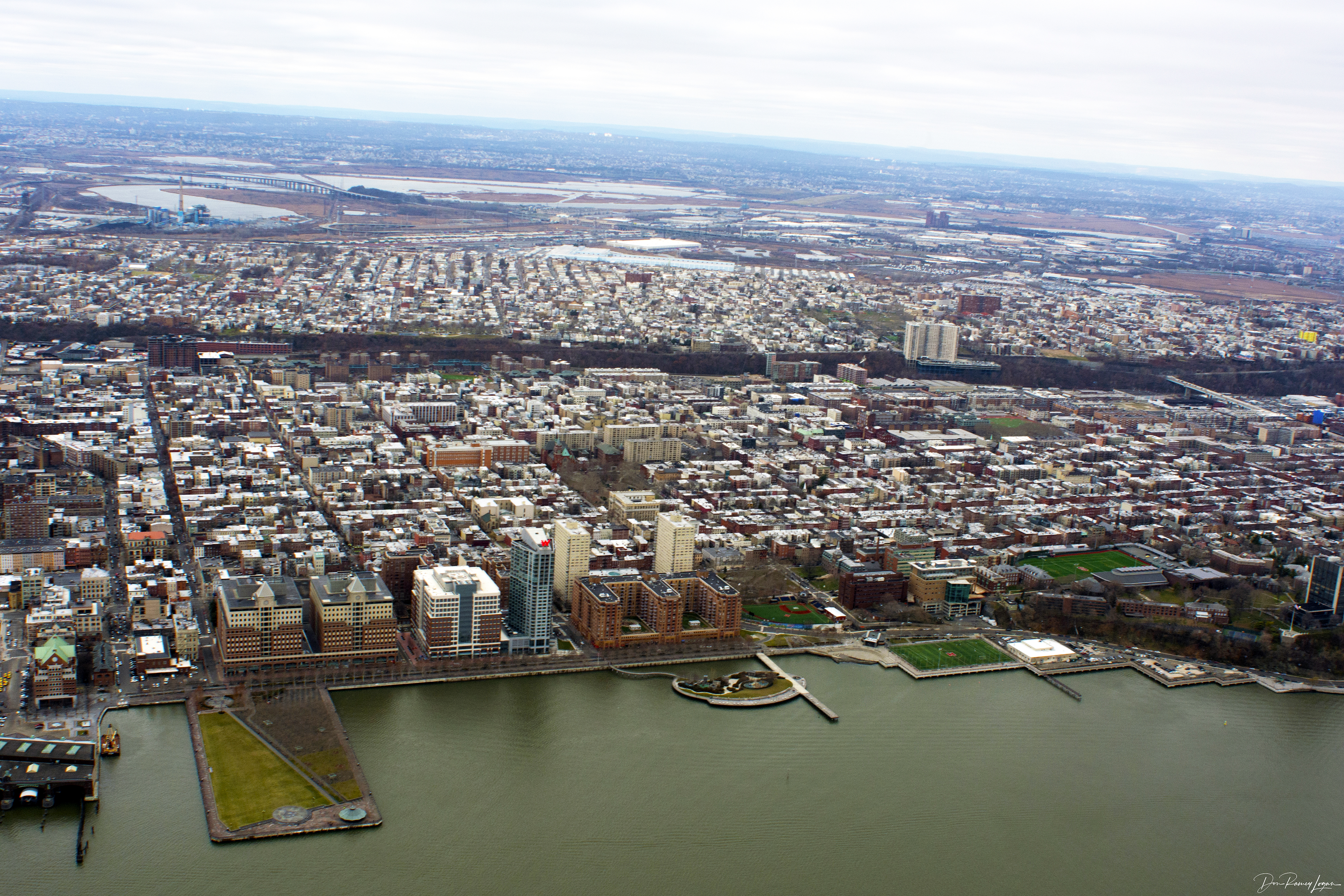
Imagen aérea de Hoboken

Según la Oficina del Censo en 2000 los ingresos medios por hogar en la localidad eran de $62 550 y los ingresos medios por familia eran de $67 500. Los hombres tenían unos ingresos medios de $54 870 frente a los $46 826 para las mujeres. La renta per cápita para la localidad era de $43 195. Alrededor del 10.0% de la población estaba por debajo del umbral de pobreza.

## Historia
El nombre «Hoboken» fue elegido por el coronel John Stevens cuando compró esta tierra, en una zona donde la ciudad todavía se asienta. La tribu Lenape (denominada más tarde Delaware), que formaba parte de los pueblos Nativos Americanos, llamaba a la zona «tierra de la pipa de tabaco», y lo más probable es que se refirieran a la piedra de jabón recogida allí para tallar pipas de tabaco. Utilizaban una frase que se convirtió en «Hopoghan Hackingh», de donde deriva el nombre «Hoboken».

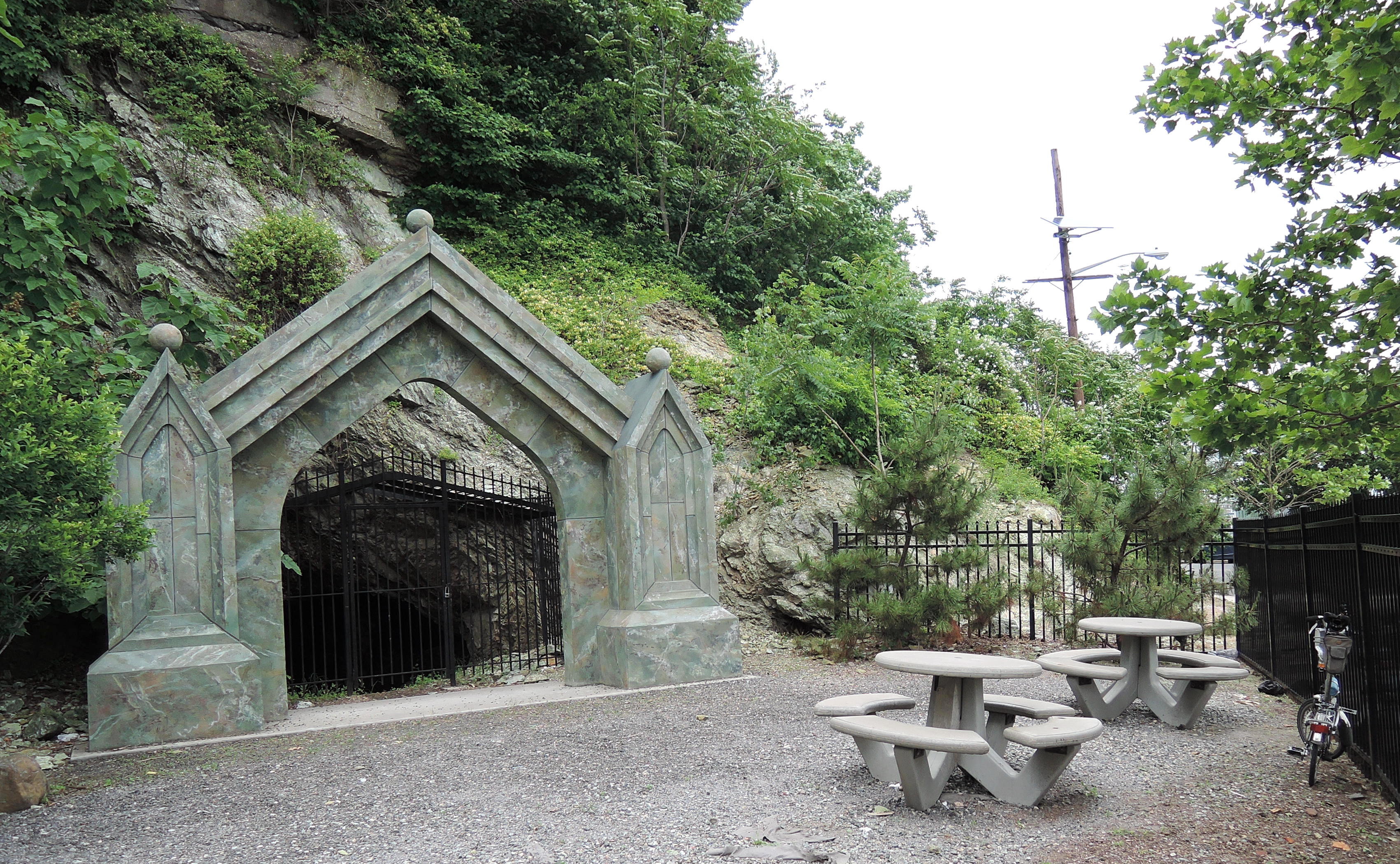
Cueva de Sybil en 2013

La Cueva de Sybil es una gruta de Hoboken con una fuente natural. Se abrió en 1832 y sus visitantes pagaban un penique por un vaso de agua de la cueva que se decía tenía poderes medicinales. Esta cueva todavía existe hoy, pero las autoridades prohíben que la gente que visita la ciudad entre en ella.

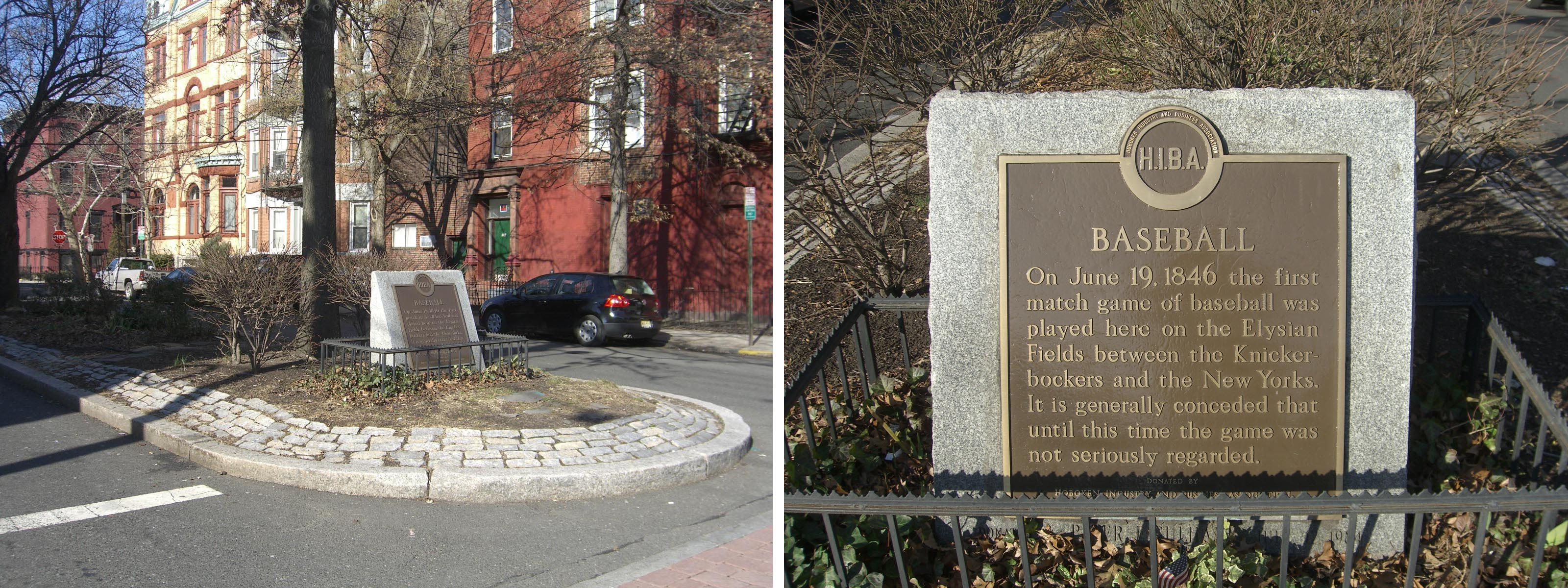
Monumento histórico de béisbol

El primer juego de béisbol registrado oficialmente tuvo lugar en Hoboken en 1846 entre el Knickerbocker Club (Sociedad Bombachos) y el New York Nine (Los Nueve de Nueva York) en los Elysian Fields (Campos Elísios). En 1845, el Club Knickerbocker, que había sido fundado por Alexander Cartwright, comenzó a utilizar Elysian Fields para jugar al béisbol debido a la carencia de terrenos convenientes en Manhattan. Entre los miembros del equipo se encontraban jugadores del Club de Cricket de San Jorge, los hermanos Harry y George Wright, y Henry Chadwick, el periodista de origen inglés que acuñó el término «Pasatiempo de América».

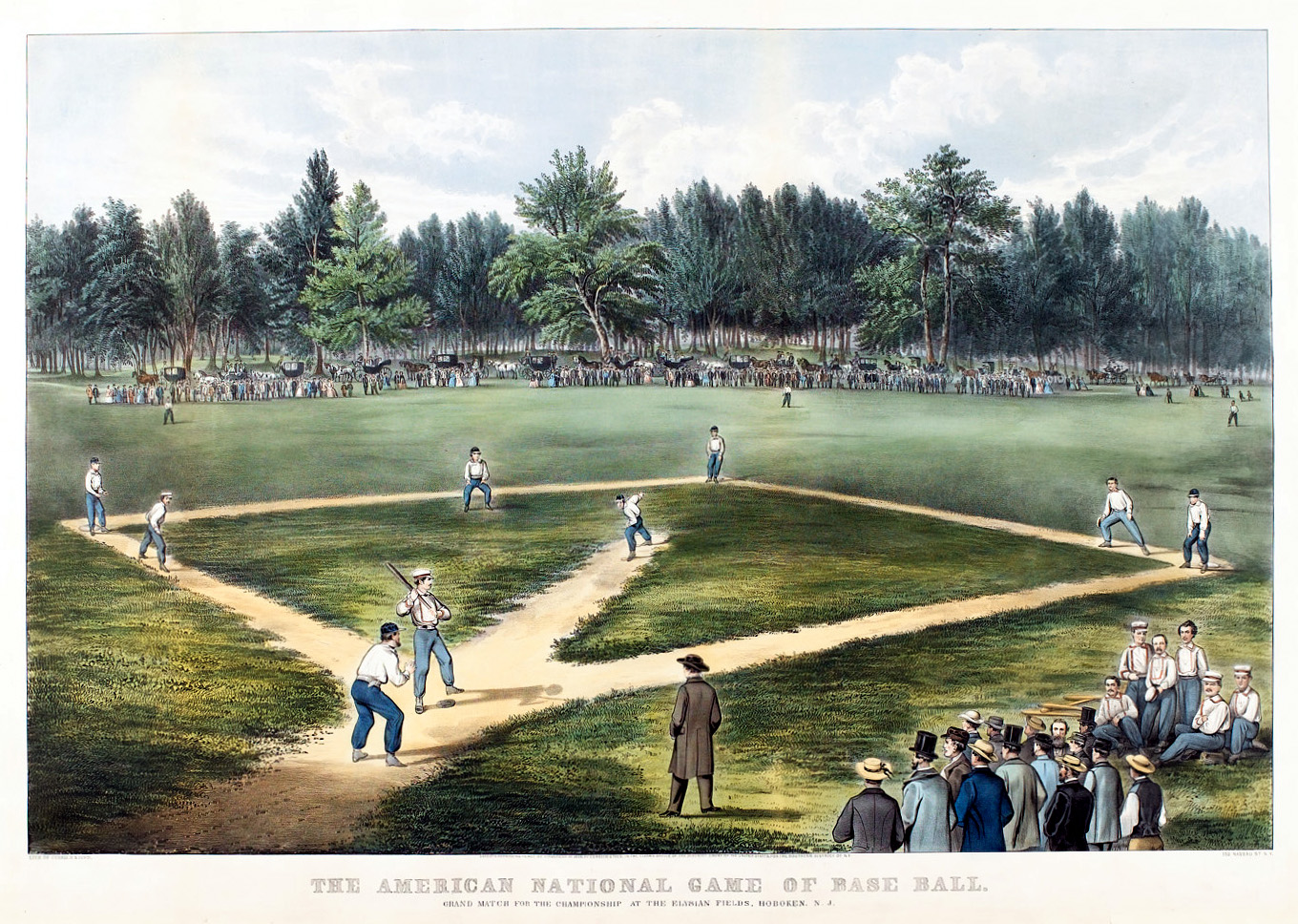
Campos Elysian, 1866

El 30 de junio de 1900, un incendio en los muelles ocasionó más de 326 muertos.
El 12 de diciembre de 1915 nació aquí Frank Sinatra, famoso cantante norteamericano. «Nació en el segundo piso del 415 de la calle Monroe, hijo de Antonino Martino "Marty" Sinatra y Natalina "Dolly" Garaventa»

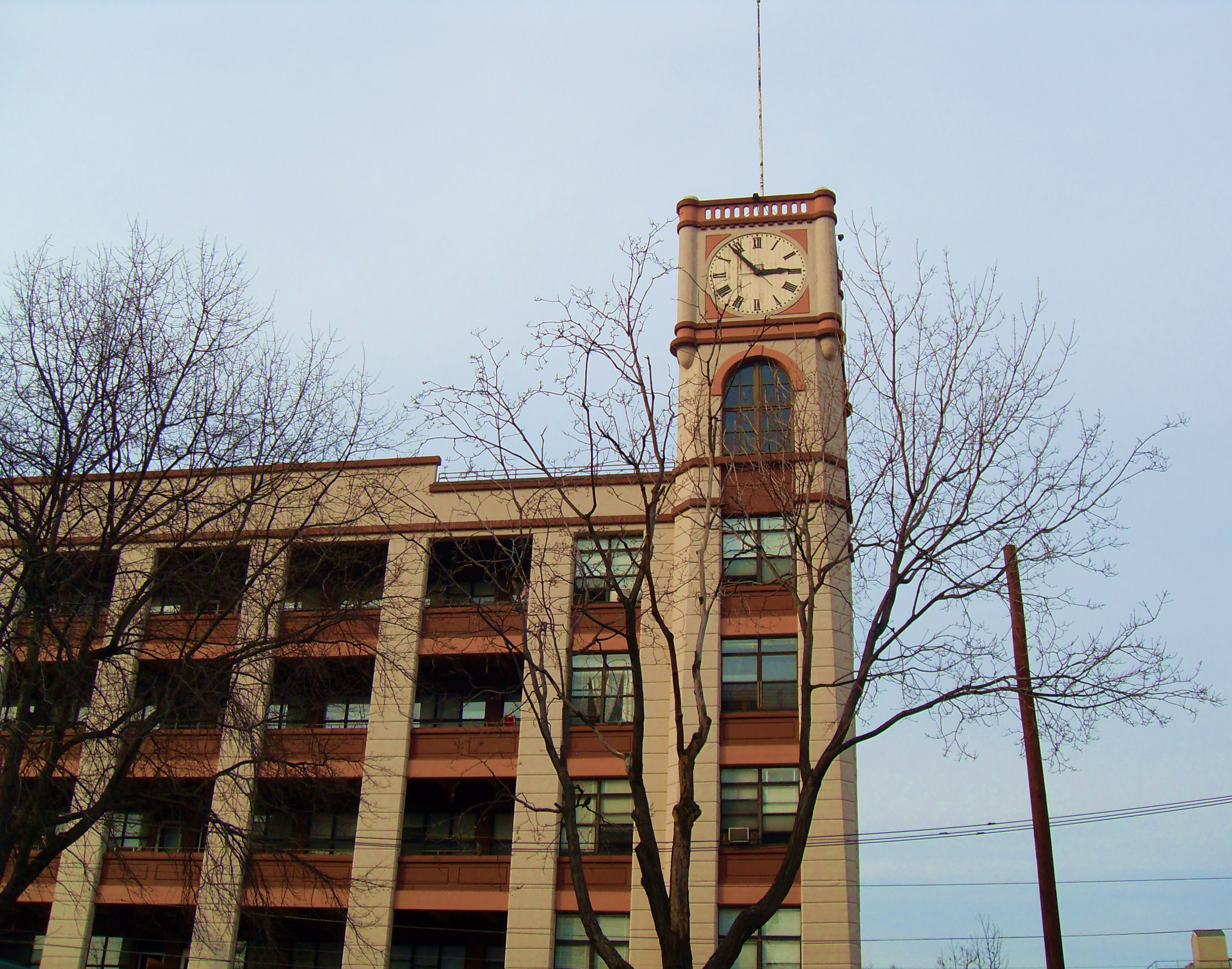
Complejo de Fabricación de Keuffel y Esser en el presente

En 1975, la parte occidental del Complejo de Fabricación de Keuffel y Esser, ubicado en las calles Tercera y Adams (conocida como «Torres de Reloj»), se convirtió en apartamentos residenciales, después de haber sido una instalación de arquitectura, ingeniería y redacción entre 1907 y 1968; la parte oriental se convirtió en zona residencial en 1984 y ahora recibe el nombre de «Grand Adams»

## Educación
Las Escuelas Públicas de Hoboken gestionan las escuelas públicas de la localidad.